# NIC-12B
La NIC-12B es una autopista nacional catalogada como troncal principal ubicada en Nicaragua. La carretera inicia en el Sur en el Empalme a El Viejo en Chinandega hasta finalizar en el Norte en el Empalme Cosigüina-Potosí en el departamento de Chinandega.